# Forte Mehrangarh
Il forte Mehrangarh è una fortezza situata su una collina nelle vicinanze di Jodhpur, all'interno dello stato federato del Rajasthan. La struttura fu eretta a partire dal 1458, ad opera del capo del clan Rathore Rao Jodh, ed è stata la dimora dei regnanti. Il forte è una celebre attrazione turistica indiana, ed ospita il Mehrangarh Museum.